# Щербаков, Сергей Петрович
Серге́й Петро́вич Щербако́в (1961 или 1962 — 26 сентября 1988, Кемерово, Кемеровская область, РСФСР, СССР) — советский серийный убийца и насильник. В 1985 году он убил 6 человек — 5 женщин (1 из них была беременна) и девушку-подростка — в городе Ленинске-Кузнецком Кемеровской области; двух жертв убийств, включая самую младшую, Щербаков изнасиловал. Также на его счету были 3 покушения на убийство и преступления против имущества. Был приговорён к смертной казни и расстрелян в Кемеровском СИЗО.

## Биография

### Детство и юность
Точная дата и место рождения Сергея Щербакова в источниках не сообщается; в 1985 году ему было 23 года. В это время его мать работала на Ленинск-Кузнецком заводе полукоксования. В детстве Сергей был тихим и неприметным мальчиком. После окончания 8 классов школы поступил в профтехучилище, затем был призван в армию, где совершил кражу боеприпасов. Щербаков был влюблён в девушку, однако она не дождалась его из армии, выйдя замуж за другого мужчину; впоследствии Щербаков мотивировал этим свои убийства. Демобилизовавшись, Сергей Щербаков жил в частном секторе города Ленинска-Кузнецкого и работал подземным электриком на шахте имени Ярославского. Он женился на разведённой беременной женщине по имени Ирина, прежний муж которой находился в местах лишения свободы. Щербаков испытывал ревность к прошлому жены, систематически избивал и истязал её. Несмотря на это, Ирина родила ребёнка от бывшего мужа и Щербакова это раздражало. Он охладел к Ирине, начал бродить по улицам, избивал прохожих и воровал у них шапки. Жена думала, что Сергей завёл любовницу, и хотела сделать приворот, чтобы муж потерял интерес к другим женщинам.

### Убийства
Вскоре Щербаков действительно потерял сексуальный интерес к окружающим женщинам и весной 1985 года начал их убивать. В то время частный сектор Ленинска-Кузнецкого был очень плохо освещён, что облегчало возможности для нападений. Маньяк нападал на жертв в основном в тёмное время суток, нанося смертельные удары молотком по голове (в одном случае также использовал провод для удушения, в другом ударил жертву ножом, но она выжила). Щербаков носил молоток в кармане брюк, либо перевозил в детской коляске (в таком случае убийца говорил жене, что перевозит в коляске стройматериалы для пристройки к дому). Вначале он не насиловал своих жертв, но затем начал это делать. Чтобы отвести от себя подозрения, Щербаков встречал жену с работы, говоря, что боится, как бы на неё кто-нибудь не напал, и в этот же день выходил из дома и совершал убийство.
Первое убийство Щербаков совершил 7 мая в районе школы № 10, жертвой стала 27-летняя беременная Татьяна Бердюгина. Она лежала в отделении патологии местной больницы на сохранении плода, однако на майские праздники её отпустили домой. На месте убийства обнаружили только спичечный коробок с пятном крови. После убийства Бердюгиной на улицы Ленинска-Кузнецкого вышли усиленные милицейские патрули. Организовывались ночные рейды, сотрудницы правоохранительных органов играли роль приманки для преступника.
Второй жертвой Щербакова стала портниха Вера Чулюкова. Убийца подстерёг жертву в нескольких метрах от её дома и несколько раз ударил молотком по голове. Также он забрал у Веры 10 рублей и личные вещи, в том числе две сумки. Чулюкова пришла в сознание, однако, заметив это, уже собиравшийся покинуть место преступления маньяк вернулся и добил её. Когда Чулюкову забрала скорая помощь, она была ещё жива, но через неделю скончалась; у убитой осталась малолетняя дочь.
Третьей жертвой Щербакова стала Надежда Медведева, работавшая во вторую смену. 15 июля Щербаков напал на Татьяну Галкину и ударил её ножом, но жертве удалось вырваться от маньяка. Врачи спасли её жизнь.
В тот же день Щербаков совершил четвёртое убийство в Парке имени Горького, жертвой стала 15-летняя Вера Колесникова. Маньяк впервые изнасиловал жертву перед убийством, а затем задушил платком, снятым с одной из предыдущих жертв. 20 июля Щербаков сам позвонил в милицию, сообщив, что обнаружил труп. Следы, обнаруженные на месте преступления, свидетельствовали о том, что убийца, совершив нападение, постелил что-то на землю (в дальнейшем выяснилось, что это была плащ-палатка).
Пятой жертвой Щербакова стала Екатерина Лизунова — он зашёл в строительный вагончик, в котором она работала, изнасиловал Екатерину и убил. На этот раз преступление было совершено днём. Нашёлся свидетель, который видел, как молодой человек заходил в вагончик. Издалека свидетель не смог подробно рассмотреть убийцу, однако следователи поняли, что маньяк изменил тактику. Дело стали рассматривать обком партии и МВД СССР. После убийства Лизуновой маньяк напал на работницу шахты, но спецовка спасла ей жизнь. Защищаясь, она поцарапала нападавшему лицо и часть крови маньяка осталась у неё под ногтями, что позволило следователям узнать его группу крови. Ещё одна жертва нападения бросила Щербакову под ноги сумку. Преступник споткнулся и упал, и жертва убежала. В разговоре с милицией она сказала, что внешне маньяк был «красавчиком». Свидетели нападений сообщали о том, что видели недалеко от мест преступлений мужчину с детской коляской.
21 сентября Щербаков совершил шестое и последнее убийство, жертвой стала Елена Муратова. Она возвращалась с дискотеки с подругой, и в этот момент за девушками пошёл Щербаков, который предложил Муратовой проводить её домой, сказав, что она может стать жертвой маньяка. Она отказалась, но Щербаков продолжал идти за ними. Когда девушки разошлись, убийца нанёс Муратовой 40 ударов молотком по голове и забрал у неё золотые часы. На месте преступления были обнаружены марлевые пакеты противохимической защиты.

### Арест, следствие и суд
В Ленинске-Кузнецком началась паника. Работницы предприятий отказывались выходить в вечернюю смену. Внутренние войска были подняты по тревоге. Сотрудники милиции разъезжали по предприятиям, призывая сообщать о каждом подозрительном случае. Было раскрыто много других преступлений. Отрабатывалась версия о том, что маньяк — приезжий, однако она результата также не дала. Следствие предположило, что убийства совершает один и тот же человек. Насчёт мотива преступлений ходило множество слухов: среди школьников бытовало мнение, что маньяк выбирает жертв в результате карточной партии, другие утверждали, что он убивает людей по определённым признакам — тех, кто стоит последними в очереди, покупает билеты в кино на определённое место, носит кольца. Все слухи доходили до следствия. Однажды на автобусной остановке две женщины, говоря об убийце, спорили, кем и где он работает: либо на скотобойне, либо санитаром в морге. Присутствовавший на остановке врач-травматолог Торопов вмешался в разговор, обвинив споривших женщин в клевете (по другой версии, Торопов ехал в автобусе и пошутил о своей причастности к убийствам). Спорившие женщины ушли. Одна из них запомнила приметы Торопова. На следующий день он был арестован. Отрабатывалась версия, что Торопов убивает людей из профессионального интереса, но следователи установили его невиновность. Однако врачу пришлось уехать из Ленинска-Кузнецкого, потому что ходили слухи, что он откупился от правосудия. Также ходили слухи о том, что убийства совершает неизвестный по кличке «Француз», или его брат, или лысый человек в парике и с фальшивыми усами, или преступная группировка.
В Ленинске-Кузнецком назревал бунт. Прокурор города подал в отставку. Однако затем подруга Елены Муратовой сообщила заместителю начальника ОВД Ленинск-Кузнецкого горисполкома Степану Криони, что знает, на какой улице живёт напавший на Елену. Милиция начала обходить дома на этой улице, и во дворе дома Щербакова были обнаружены замоченная в бочке плащ-палатка (её он расстелил перед тем, как изнасиловать и убить Веру Колесникову), старая детская коляска и марлевые противохимические пакеты, лежавшие на земле. В кармане верхней одежды были найдены золотые часы, похищенные у последней жертвы маньяка. На щеке убийцы была видна свежая царапина. Сергей Щербаков был арестован. При обыске в его доме нашли боеприпасы, которые он похитил во время службы в армии, и золотые украшения, принадлежавшие жертвам убийцы. На следственном эксперименте Щербаков во всём сознался. Маньяк испытывал удовольствие, рассказывая о совершённых им нападениях. Однако затем мать преступника сообщила ему на свидании, что повесился его друг детства Виктор Попов, страдавший алкоголизмом. После этого Щербаков изменил свои показания и обвинил Попова в убийствах. На отработку версии ушло 2 года. Расследование доказало невиновность Попова — в дни совершения некоторых преступлениях у самоубийцы было алиби: он был либо за пределами Ленинска-Кузнецкого, либо в вытрезвителе. В ходе судебного процесса маньяк пытался добиться смягчения наказания, говоря, что бросившая его девушка сломала ему жизнь. Ленинск-Кузнецкий городской суд приговорил Сергея Щербакова к смертной казни через расстрел с конфискацией имущества. Осуждённый обжаловал приговор в Верховном Суде СССР, однако в помиловании ему было отказано. 26 сентября 1988 года в Кемеровском СИЗО приговор был приведён в исполнение. Несмотря на это, ходили слухи о том, что Щербакова не расстреляли, а отправили работать на урановые рудники.

## В массовой культуре
- Документальный фильм «Красавчик» из цикла «Следствие вели» (2017)